# いきなり先生になったボクが彼女に恋をした
『いきなり先生になったボクが彼女に恋をした』は、2016年（平成28年）11月3日公開の日本映画。韓国人アイドル歌手イェソンと日本の女優である佐々木希主演による恋愛ドラマである。沖縄が舞台。

## あらすじ
外国語学校で韓国語教師になったヨンウンと日本人シングルマザー・さくらの恋愛劇。

## キャスト
- イ・ヨンウン - イェソン（SUPER JUNIOR）
- 山城さくら - 佐々木希
- 川本 - 佐藤正宏
- 小百合 - ふせえり
- 楠木社長 - 武野功雄
- チェ社長 - カン・ドングン
- カラオケバーのマスター - 吹越満
- ユリ - 崎山一葉
- 修一 - 永田健作
- 山城圭 - 上地悠聖
- 山城富子 - 福田加奈子

## スタッフ
- 監督 - 朝原雄三
- 脚本 - 朝原雄三、伏見朋子、ケビン・チャン
- 企画- ケビン・チャン
- 音楽 - 信田かずお
- 主題歌 - SUPER JUNIOR-YESUNG「雨のち晴れの空の色」（avex trax）
- 撮影 - 沖村志宏
- 照明 - 土山正人
- 録音 - 栗原和弘
- 美術 - 須江大輔
- 編集 - 石島一秀
- スプリクター - 宮下こずゑ
- 制作プロダクション- 松竹撮影所
- ポストプロダクション- 松竹映像センター
- 配給 - 松竹メディア事業部
- 製作 - 『いきなり先生』製作委員会（松竹、エイベックス・ヴァンガード、エイベックス・ミュージック・クリエイティヴ、エイベックス・ミュージック・パブリッシング、エイベックス・ピクチャーズ）